# Filología inglesa
La filología inglesa, también conocida como estudios ingleses (English Studies) y en menor medida como anglística (del alemán: Anglistik), es la rama de la filología que se ocupa del idioma inglés, cuyo objetivo es formar a personas que dominen los sistemas léxico-semántico, morfo-sintáctico y fonético de este idioma, con el fin de profundizar en la cultura anglosajona a través de su lengua y literatura.
En instituciones de educación superior de países de habla inglesa, se utilizan los términos English Major, English concentration, B.A. in English, M.A. in English, PHD in English, para designar a los estudios universitarios enfocados a la lengua y literatura en inglés.
En sentido más amplio, la filología inglesa se embarca en la creación y análisis de textos escritos en inglés, también en aquellas zonas del mundo donde el inglés es una koiné o lengua vehicular (véase inglés internacional). Es una práctica habitual que los departamentos de inglés o estudios ingleses estén compuestos por profesores y catedráticos de lengua inglesa, literatura inglesa (incluyendo crítica literaria y teoría de la literatura), lingüística, derecho, periodismo, composición escrita, filosofía del lenguaje, alfabetización, historia de la imprenta, estudios de comunicación, comunicación técnica, folclore, estudios culturales, escritura creativa, teoría crítica, estudios de discapacidad, estudios de área (especialmente cultura y literatura del Reino Unido, Irlanda, Canadá, Australia, Nueva Zelanda y Estados Unidos), teatro, estudios de género/étnicos, prensa digital/publicación electrónica, cine/ciencias de la información, retórica y filología/etimología, además de varios cursos en artes liberales y humanidades, entre otros.

## Historia

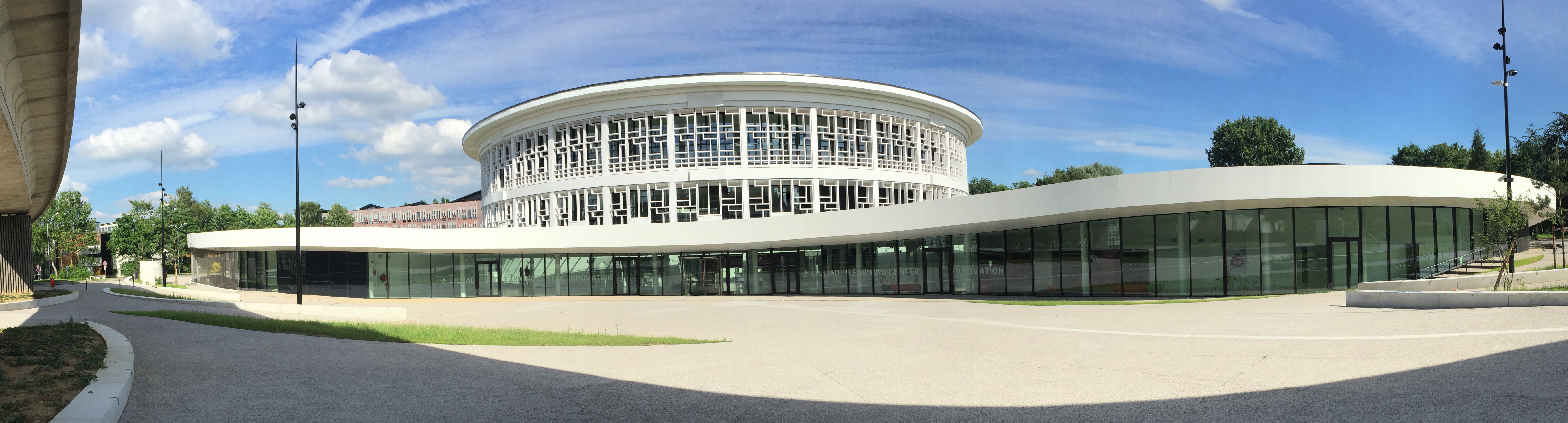
La Universidad de Lille fue la primera en implantar los estudios de filología inglesa en Francia y una de las pioneras en Europa.

La historia de la filología inglesa en la universidad moderna en Europa y en Estados Unidos se remonta a la segunda mitad del siglo XIX. Inicialmente, la filología inglesa o anglística abarcaba varios campos de estudio: la práctica de la oratoria, el estudio de la retórica y la gramática, la composición de la poesía y la apreciación de la literatura (en su mayoría de autores de Inglaterra, ya que el estudio de autores norteamericanos no se incluiría en el currículum hasta el siglo XX). En Alemania y en otros países europeos, la filología inglesa, una práctica de fuerte arraigo positivista y enfocada en el estudio histórico de los textos premodernos, se convirtió en el paradigma. Los países anglófonos se distanciaron de los paradigmas filológicos al término de la Primera Guerra Mundial.
Al final de este proceso, los departamentos de inglés centraron su atención en la instrucción de la escritura (creativa, profesional, crítica) y en la interpretación de textos literarios, y la enseñanza del inglés resurgió como respuesta al paradigma que la había dejado en un segundo plano. En la actualidad, los departamentos de inglés en los países donde es el idioma oficial están en constante proceso de salvaguardar una disciplina que ha dejado de ser exclusiva de los hablantes nativos y que, por consiguiente, es común a escritores y profesores de otros países en los que la lengua inglesa es un importante instrumento de comunicación y de expresión artística.
La literatura inglesa se convirtió en objeto de estudio en las universidades francesas y españolas como parte del programa de literatura extranjera comparada hacia finales del siglo XIX y comienzos del siglo XX. El inglés fue el primer idioma en enseñarse de forma independiente a otras lenguas y literaturas extranjeras en las universidades de Lille y Lyon, seguidas por La Sorbona. Estas tres universidades fueron los primeros centros de enseñanza del inglés en Francia. El primer catedrático habría sido Auguste Angellier. Tras varios años de enseñar francés en Inglaterra entre las décadas de 1860 y 1870, se convirtió en catedrático de filología inglesa en la Universidad de Lille en 1881. En la actualidad, la lengua, literatura y civilización inglesas son importantes áreas de estudio en Francia y en otros países europeos, como España, donde los estudios ingleses son, desde hace al menos dos décadas, un campo de estudio independiente de la antigua filología germánica.
La licenciatura en filología inglesa o el grado en estudios ingleses cobró importancia en las universidades estadounidenses poco después de la implantación del sistema electivo. Permitía a los estudiantes trabajar y desarrollar habilidades en el análisis textual con el cometido de mejorar la escritura, así como ejercicios de retórica y expresión persuasiva que formaban parte de los estudios clásicos, un campo de estudio disponible para muy pocas personas debido a la barrera del idioma y a una falta de profesores que despertaran el interés de los estudiantes por las humanidades. Fuera de los Estados Unidos (con origen en Escocia y extendiéndose luego hacia el resto del mundo anglófono), el grado en lengua y literatura inglesas cobró cierta importancia en una época en la que las creencias religiosas se vieron desafiadas por los avances científicos. Se creía que la literatura podía ser una alternativa a la religión en la retención y avance de la cultura, y los estudios ingleses, por consiguiente, permitían a los estudiantes adentrarse en cuestiones éticas, morales y filosóficas, así como analizar el significado de obras canónicas desde la perspectiva más amplia y enriquecedora de la literatura en vez de recurrir a los clásicos grecolatinos.
Desde el comienzo del presente siglo, ha habido más interrogantes sobre la función específica de los departamentos de inglés en la universidad norteamericana contemporánea. La ausencia de una identidad disciplinar definida y el creciente número de objetivos utilitarios en la sociedad estadounidense presentan un desafío para aquellas unidades académicas que aún hoy en día se centran en el libro impreso y en la división tradicional de períodos históricos y literaturas nacionales, negando presuntamente campos no teóricos como la escritura profesional, la composición y la comunicación multimodal.

## Competencias

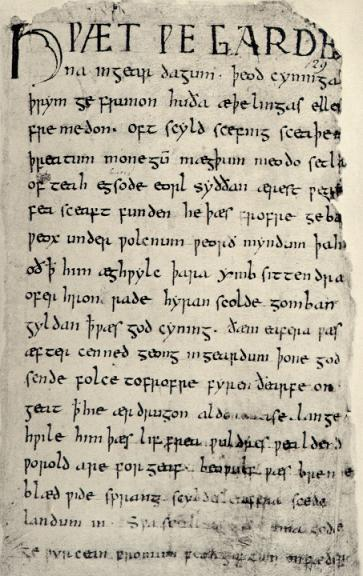
Página del poema épico Beowulf, el primer texto que se conserva hasta la fecha escrito en idioma anglosajón.

Para facilitar el aprendizaje, algunas de las asignaturas se imparten en inglés, combinando la teoría con el análisis práctico de textos. La carrera incluye, además, el conocimiento de otros aspectos de la cultura inglesa como su historia, literatura o lingüística.
Los licenciados o graduados en filología inglesa están capacitados para realizar funciones de:
- Crítica literaria y textual;[11]
- Corrección de textos y empleos relacionados con el inglés;[8]
- Empleo en editoriales: corrector, asesor, redactor de diccionarios y materiales didácticos, escritura creativa;[8]
- Traductor y/o corrector, especialmente literario, turístico y audiovisual (cine, series de televisión, videojuegos);
- Intérprete (con formación complementaria);
- Filólogo, lingüista, gramático, investigador, documentalista;
- Redactor o colaborador en periódicos;
- Empleo en bibliotecas y archivos;[11]
- Docencia pública (educación secundaria, Escuela Oficial de Idiomas) o privada (colegios privados, academias);[8]
- Enseñanza de español a extranjeros;
- Enseñanza de español en países de habla inglesa.[6]

Las ocupaciones más frecuentes son la docencia y la administración pública.
Actualmente, en España el grado en Estudios Ingleses reemplaza esta licenciatura para adaptarla al Proceso de Bolonia, enfocando las asignaturas de manera más práctica e implantando diferentes ramas en algunas universidades (por ejemplo, optativas relacionadas con la traducción directa e inversa).